# Vimba vimba
Vimba vimba és una espècie de peix cipriniforme de la família dels ciprínids que es troba a Euràsia: conques de la mar Bàltica, la Mar d'Azov, la mar Negra i la mar Càspia, així com l'Europa Occidental (incloent-hi Escandinàvia).
Els mascles poden assolir 50 cm de longitud total i 1.392 g de pes.
Menja invertebrats i plantes.
A Rússia és depredat per Esox lucius.
És un peix bentopelàgic i de clima temperat (10 °C-20 °C).